# Pendule-gravimeter
Een pendule-gravimeter is een meetinstrument om met een slinger aan gravimetrie te doen.
De periode T (of de frequentie f = 1/T) van de geïdealiseerde mathematische slinger met lengte l hangt van de valversnelling g af volgens:
{\displaystyle T=2\pi {\sqrt {\frac {\ell }{g}}}}
{\displaystyle {(2\pi f)}^{2}={\frac {g}{l}}}
Kleine verschillen in de valversnelling g vertalen zich dus in kleine meetbare verschillen in de frequentie f.